# Diprion
Pour les articles homonymes, voir Diprion (homonymie).
Genre
Diprion est un genre d'insectes de l'ordre des hyménoptères et du sous-ordre des symphytes. Ils sont appelés diprions en français mais ce nom vernaculaire est utilisé également pour désigner d'autres espèces classées dans des genres voisins parmi les mouches à scie, ou symphytes.

## Espèces

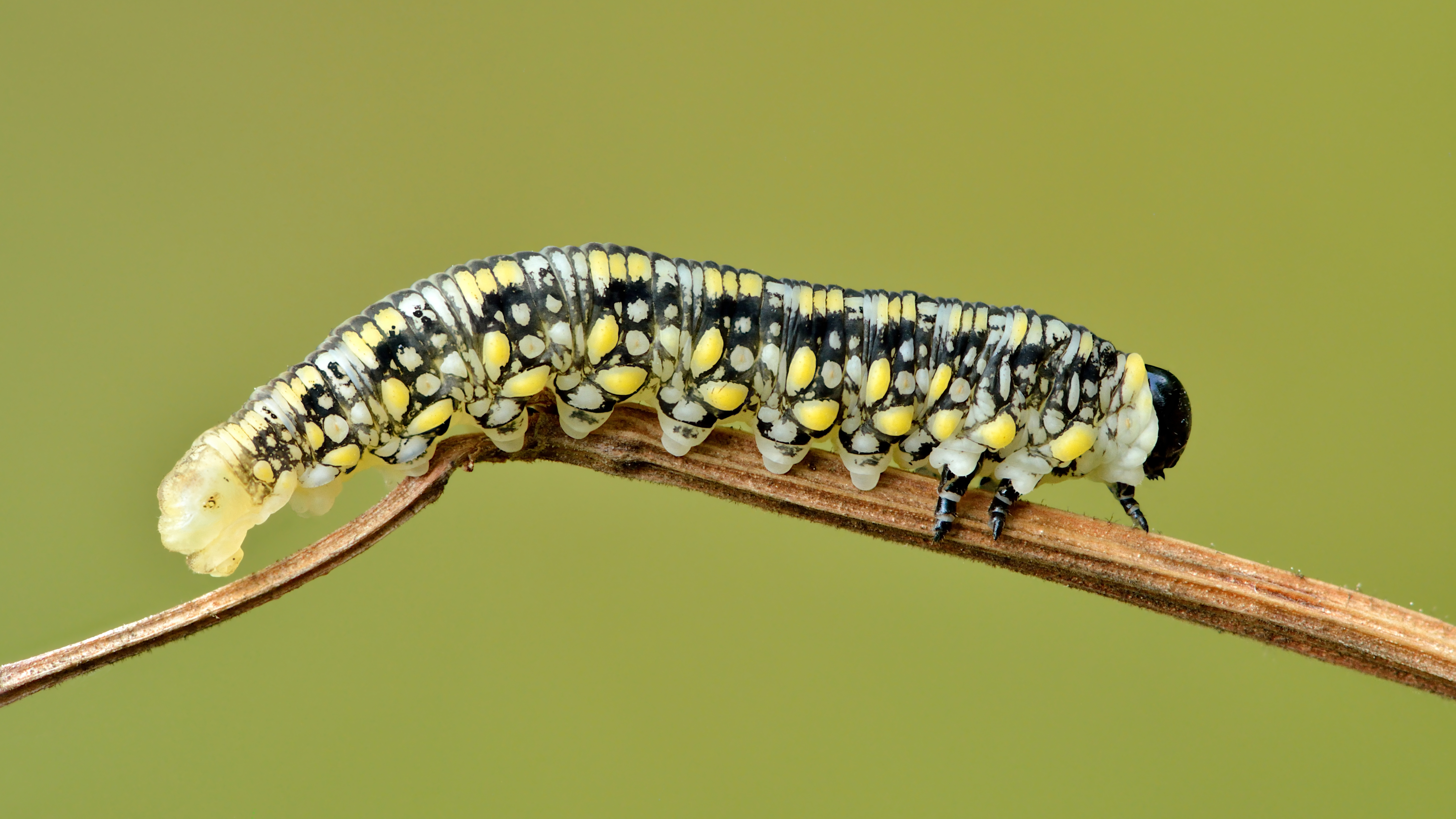
Chenille de Diprion similis, vers Keila, Estonie. Sa longueur est d'environ 29mm. Aout 2021.

Le genre Diprion est composé d'une espèce reconnue par l'ensemble des sources :
- Diprion similis (Hartig, 1836) - Diprion importé du Pin

Fauna Europaea distingue trois espèces supplémentaires :
- Diprion butovitschi Hedqvist, 1967
- Diprion pini (Linnaeus, 1758) - Diprion du Pin
- Diprion rufiventris Zierngiebl, 1937